# Tricimba priori
Tricimba priori är en tvåvingeart som beskrevs av Ismay 1993. Tricimba priori ingår i släktet Tricimba och familjen fritflugor. Inga underarter finns listade i Catalogue of Life.